# Sammu-ramat
Sammu-ramat – asyryjska królowa, żona Szamszi-Adada V (823-811 p.n.e.), matka Adad-nirari III (810-783 p.n.e.). Według współczesnych jej źródeł asyryjskich osiągnęła znaczną pozycję i wielkie wpływy, ale nigdy oficjalnie nie rządziła jako władczyni. Możliwe jest, że przez kilka lat po śmierci swego męża pełniła funkcję regentki rządząc w imieniu swego małoletniego syna. Jej władza i wpływy jako królowej matki były większe niż jako żony króla. 
W centrum ceremonialnym w mieście Aszur odkryto stelę z jej imieniem pośród stel poświęconych asyryjskim władcom i najważniejszym dostojnikom państwowym. Poza nią tego zaszczytu dostąpiły tylko dwie inne królowe: Naqi'a (żona Sennacheryba) i Aszur-szarrat (żona Aszurbanipala).
Według inskrypcji Adad-nirari III ze steli z Pazarcık jego matka towarzyszyła mu podczas jednej z jego wypraw wojennych, przekraczając wraz z nim Eufrat i biorąc wraz z nim udział w wyznaczeniu granicy pomiędzy wasalnymi królestwami Gurgum i Kummuhu. Jest to jedyny znany przypadek w całej historii Asyrii aby królowa brała udział w wyprawie wojennej. 
W latach pięćdziesiątych XIX w. w trakcie wykopalisk w Kalchu odkryto w świątyni boga Nabu dwa posągi bóstwa, powstałe ok. 800 r. p.n.e. z inicjatywy Bel-tarsi-ilumy, gubernatora Kalchu, który kazał umieścić na nich inskrypcje z modlitwami za pomyślność króla Adad-nirari III i Sammu-ramat.
Postać Sammu-ramat uważana jest przez wielu badaczy za pierwowzór znanej z tradycji hellenistycznej legendarnej Semiramidy.